# Ali Babá e os Quarenta Ladrões (1972)
Ali Babá e os 40 Ladrões é um filme brasileiro de 1972, dirigido por Victor Lima, do gênero comédia e estrelado pelos Trapalhões Renato Aragão e Dedé Santana.
Este foi o filme série de adaptações paródicas de histórias clássicas da literatura feita pelos Trapalhões.

## Enredo
| Críticas profissionais | Críticas profissionais |
| Avaliações da crítica  | Avaliações da crítica  |
| Fonte                  | Avaliação              |
| ---------------------- | ---------------------- |
| Papo de Cinema         | [ 2 ]                  |

Ali Babá, na senda de Ali Babá representado no livro das Mil e Uma Noites, é interpretado por Renato Aragão, é um camarada folgado que vive à custa do irmão, vivido por Dedé Santana. A cunhada, não aguentando mais, manda Ali Babá embora. Agora, nas ruas, Ali Babá conhece a jovem Rosinha, uma ex-trapezista que ficou paralítica num acidente no circo. Ali Babá se apaixona por Rosinha e quer conseguir dinheiro para que a moça faça um tratamento e recupere sua saúde. De repente, Ali Babá descobre um depósito de mercadorias escondidas por 40 ladrões, onde há desde cigarros estrangeiros, uísque, aparelhos de rádio e televisão, muitas barras de ouros e muito, muito dinheiro falso.

## Elenco

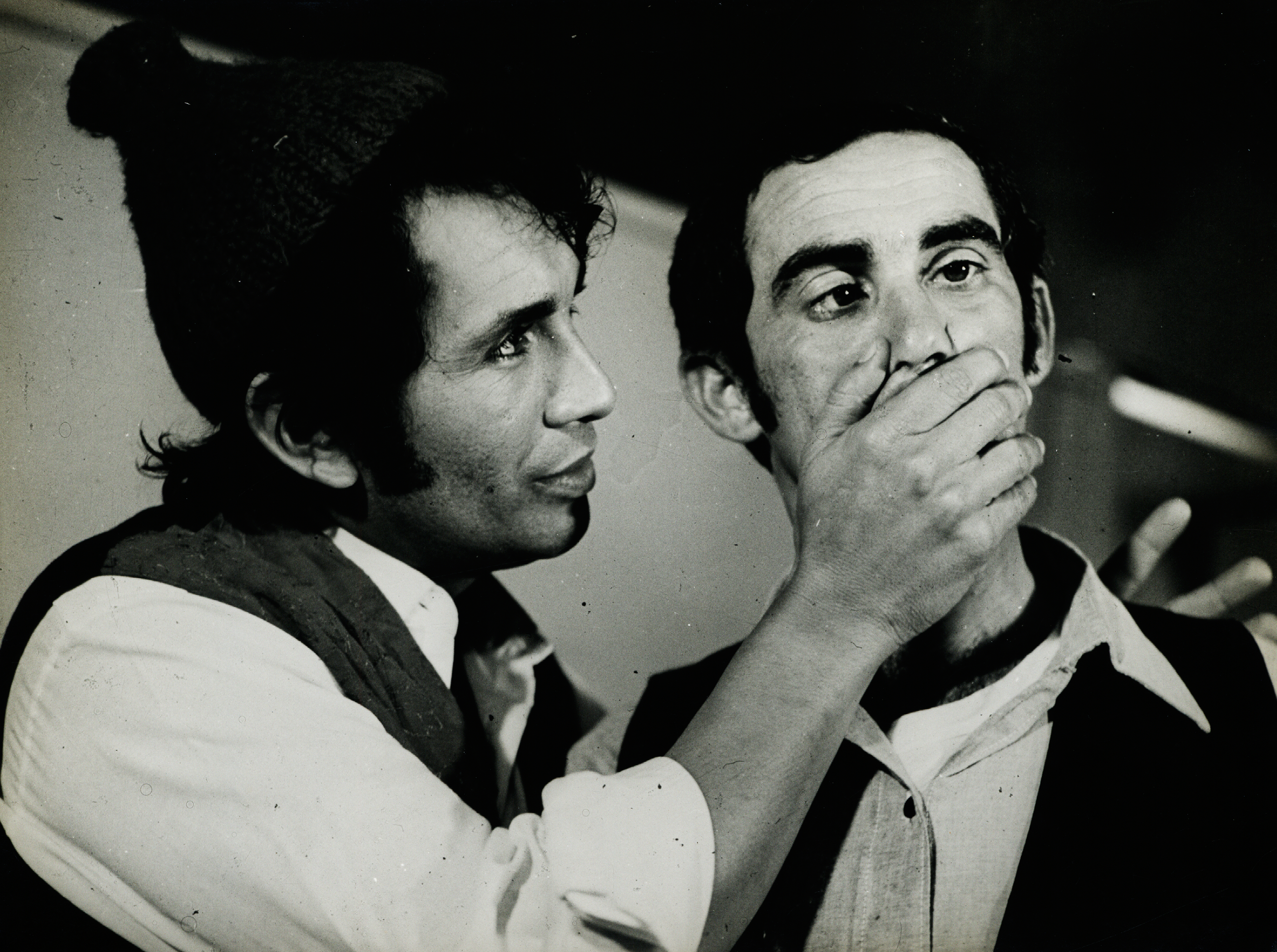
Renato Aragão (Ali Babá) e Dedé Santana (Cassim) em cena do filme.

- Renato Aragão - Ali Babá
- Dedé Santana - Cassim
- Neila Tavares - Rosinha
- Elza de Castro - Morgana
- Luís Delfino - Dr. Ezequiel
- Elisa Fernandes - Fátima
- Wilson Grey - Chico
- Angelo Antônio - Ziel
- Tereza Teller - Sônia
- Nelson Rauen - Beto
- Kleber Drable - Seu Baltazar
- Sérgio Cunha - Tavinho
- Fernando José - Padre
- Francisco Silva - Delegado
- Jece Valadão
- Mariel Mariscot